# Kristine Aleksanyan
Kristine Aleksanyan (Ereván, 25 de marzo de 1989) es una futbolista armenia que juega como delantera en el Zvezda Perm ruso. 
A falta de una liga en Armenia, su primer equipo fue el Homenmen Beirut libanés. Posteriormente pasó por el Naftokhymik Kalush ucraniano antes de fichar por el Zvezda Perm en 2012.
Debutó en la Champions League en la 2014-15 con el Zvezda. Con la selección armenia ha jugado la clasificación para la Eurocopa.